# Gennaro de Gemmis
Gennaro de Gemmis (né le 19 novembre 1904 à Bari et mort le 22 mars 1963 à Milan) est un ingénieur italien.